# Monte Cunningham
El monte Cunningham (en inglés: Mount Cunningham) es una montaña ubicada en el extremo oeste del glaciar Esmark, al oeste de la cordillera de San Telmo en Georgia del Sur, en el océano Atlántico Sur, cuya soberanía está en disputa entre el Reino Unido el cual las administra como «Territorio Británico de Ultramar de las islas Georgias del Sur y Sandwich del Sur», y la República Argentina que las integra al Departamento Islas del Atlántico Sur, dentro de la Provincia de Tierra del Fuego, Antártida e Islas del Atlántico Sur. Se encuentra entre la ensenada Jossac y la bahía Reina Maud. Con una elevación de 1218 m s. n. m., es la decimosexta montaña más alta de Georgia del Sur.

## Toponimia
La montaña fue nombrada por el alpinista escocés John Crabbe Cunningham como un memorial después de su muerte el 31 de enero de 1980, a raíz de un accidente al intentar escalar en Holyhead. Además trabajó para el British Antarctic Survey y el 23 de noviembre de 1964, Cunningham se convirtió en el primero en escalar el Monte Jackson en la Antártida. También fue miembro de la South Georgia Survey de 1955 a 1956.